# Subcategoria (teoria das categorias)
Na teoria das categorias, uma subcategoria de uma categoria C é uma categoria D:
- cuja coleção de objetos é subcoleção de objetos de C;
- tal que, para quaisquer objetos d, d' de D, {\displaystyle \hom _{D}(d,d')\subseteq \hom _{C}(d,d').}

Quando vale igualdade acima para cada dupla d, d', a subcategoria é dita plena. Há um functor de inclusão D → C, sempre fiel, e que é pleno se e só se a subcategoria é plena.
Esta noção, apesar de mais fácil de entender, viola o princípio de equivalência, de modo que variantes da definição possam ter mais utilidade.